# Dustin Harnish
Dustin Kenneth Harnish (* 11. August 1983 in Orange County, Kalifornien, Vereinigte Staaten) ist ein US-amerikanischer Schauspieler und Synchronsprecher.

## Leben
Von 1999 bis 2002 besuchte Harnish die San Benito High School Hollister. Er machte seinen Abschluss in Musiktheater und Schauspiel. Nach einem einjährigen Aufenthalt an der Gavilan Community College Gilroy besuchte er mehrere Schauspiel- und Synchronsprechkurse. Sein Filmschauspieldebüt gab er 2008 in der Rolle des jungen Frank Reno, dessen gegenwärtiges Alter Ego von Michael Gross verkörpert wurde. Im Folgejahr erhielt er die männliche Hauptrolle des Ryan Lambert in der Filmkomödie 18-Year-Old-Virgin, dessen Auftritt die Filmhandlung erst ins Laufen brachte. Im selben Jahr spielte er im Film The Terminators mit, an dessen Seite erneut Lauren Walsh wie in 18-Year-Old-Virgin mitspielte. Eine tragende Nebenrolle erhielt er ebenfalls 2009 in Mega Shark vs. Giant Octopus. In den nächsten Jahren folgten kleinere und größere Besetzungen in verschiedenen Spiel- und Kurzfilmproduktionen. Er erhielt für seine Leistung im Kurzfilm The Creation of Evil eine Auszeichnung als bester Hauptdarsteller. Von 2019 bis 2022 stellte er eine wiederkehrende Rolle des in der Fernsehserie A House Divided dar.

## Filmografie (Auswahl)

### Schauspiel
- 2008: 100 Million BC
- 2009: 18-Year-Old-Virgin
- 2009: The Terminators
- 2009: Rosecrans & Highland (Kurzfilm)
- 2009: Mega Shark vs. Giant Octopus
- 2011: The Creation of Evil (Kurzfilm)
- 2012: The Helpers
- 2014: Hard Drive
- 2016: Only for One Night
- 2016: Untitled D & G Comedy Show (Fernsehfilm)
- 2016: Burner Room (Kurzfilm)
- 2017: My Daddy’s in Heaven
- 2018: From here to repair (Kurzfilm)
- 2018: Running Out Of Time
- 2019: The Delivery (Kurzfilm)
- 2019–2022: A House Divided (Fernsehserie, 3 Episoden)
- 2020: Howard High (Miniserie)
- 2020: Always and Forever
- 2022: Caught (Kurzfilm)
- 2022: The Ice Cream Stop (Kurzfilm)
- 2023: LA Undercover

### Synchronisationen
- 2017: Til Death Do Us Part
- 2024: Blood of Zeus (Zeichentrickserie, Episode 2x01)